# Anticlea cabrerai
Anticlea cabrerai es una especie de polilla perteneciente a la familia Geometridae. La especie fue descrita por primera vez por Achille Guenée habiendo sido descrita en 1962, con distribución en las Islas Canarias.